# Thomas FitzGerald (2e comte de Kildare)
Pour les articles homonymes, voir Thomas FitzGerald et FitzGerald.
Thomas FitzJohn FitzGerald, 2e comte de Kildare, seigneur d'Offaly (mort le 5 avril 1328) est un noble de la  Pairie d'Irlande qui exerça l'office de  Lord justicier d'Irlande.

## Biographie
Thomas FitzJohn  le fils cadet de John FitzGerald (1er comte de Kildare), seigneur d'Offaly, par son mariage avec Blanche Roche, fille de John Roche, Lord Fermoy. Le second comte est nommé commandant d'une troupe de  30,000 hommes pour combattre Édouard Bruce et les Écossais. Mais Roger Mortimer, 1er comte de March débarque a la même époque à Youghal et l'engagement militaire est repoussé jusqu'à ce que cette force rejoigne la sienne mais Bruce entre-temps est défait et tué en 1318, mettant ainsi fin au royaume écossais d'Irlande.
Thomas est nommé Lord justicier d'Irlande du 30 septembre 1320 au 1er octobre 1321. En juillet 1326 lors d'une rencontre à Kilkenny à laquelle il participe avec le John de Bermingham, comte de Louth, les futurs comte d'Ormond et de comte de Desmond ainsi que Brian O'Brian et l'évêque d'Ossory et des magnats de moindre envergure, ils décident de se rebeller contre le roi d'Angleterre de prendre le contrôle de l'Irlande de désigner Maurice FitzThomas comme « Roi » et de se répartir l'Irlande en proportion de leur participation à sa conquête. Cette déclaration sans suite fait néanmoins partie des événements qui mèneront à la déposition du roi Édouard II d'Angleterre. Thomas conserve son office de Lord justicier jusqu'à sa mort deux ans plus tard à Maynooth. Il est inhumé dans la maison des  Franciscains de Kildare.

## Union et postérité
Il épouse à Greencastle dans le comté de Down le 16 aout 1312, Jeanne (morte le 23 avril 1359), la fille cadette de Richard de Bourg, comte d'Ulster, qui le rendit père de quatre fils :
- John FitzGerald (1314–1323),
- Richard FitzGerald, 3e comte de Kildare,
- Maurice FitzGerald (4e comte de Kildare),
- John mort vers 1383 (?).

## Sources
- (en) Art Cosgrove (dir.), New History of Irland,Volume II ‘’Medieval Ireland 1169-1534’’, Oxford, Oxford University Press, 2008 (ISBN 978019 9539703)  .
- Anthony Stokvis, préf. H. F. Wijnman, Manuel d'histoire, de généalogie et de chronologie de tous les états du globe, depuis les temps les plus reculés jusqu'à nos jours, Leyde, éditions Brill, 1889 réédition 1966, Volume II  Chapitre III. Généalogie des Fitz-Gerald et des Fitz-Maurice.  Tableau généalogique Tableau n° 26 p. 265.
- (en) T.W Moody, F.X. Martin et F.J. Byrne, A New History of Ireland IX Maps, Genealogies, Lists. A companion to Irish History part II, Oxford, Oxford University Press, 2011, 690 p. (ISBN 978-0-19-959306-4).